# Robert Lowth
Robert Lowth (født 27. november 1710, død 3. november 1787) var en engelsk gejstlig og orientalist.
Han blev 1741 professor i poesi i Oxford og var senere præst, fra 1766 biskop og døde som biskop i London. Hans betydeligste værker var: Prælectiones de sacra poesi Hebræorum (1753) og en kommentar til Jesaja (1778). Det ejendommelige ved disse værker er sansen for de hebræiske skrifters poetiske form. Lowth har således påpeget den såkaldte "leddenes parallelisme".